# Гигиадзе, Васил Важаевич
Васи́л Гигиа́дзе (груз. ვასილ გიგიაძე; 3 июня 1977, Кутаиси, СССР) — грузинский футболист, нападающий.

## Биография

### Клубная карьера

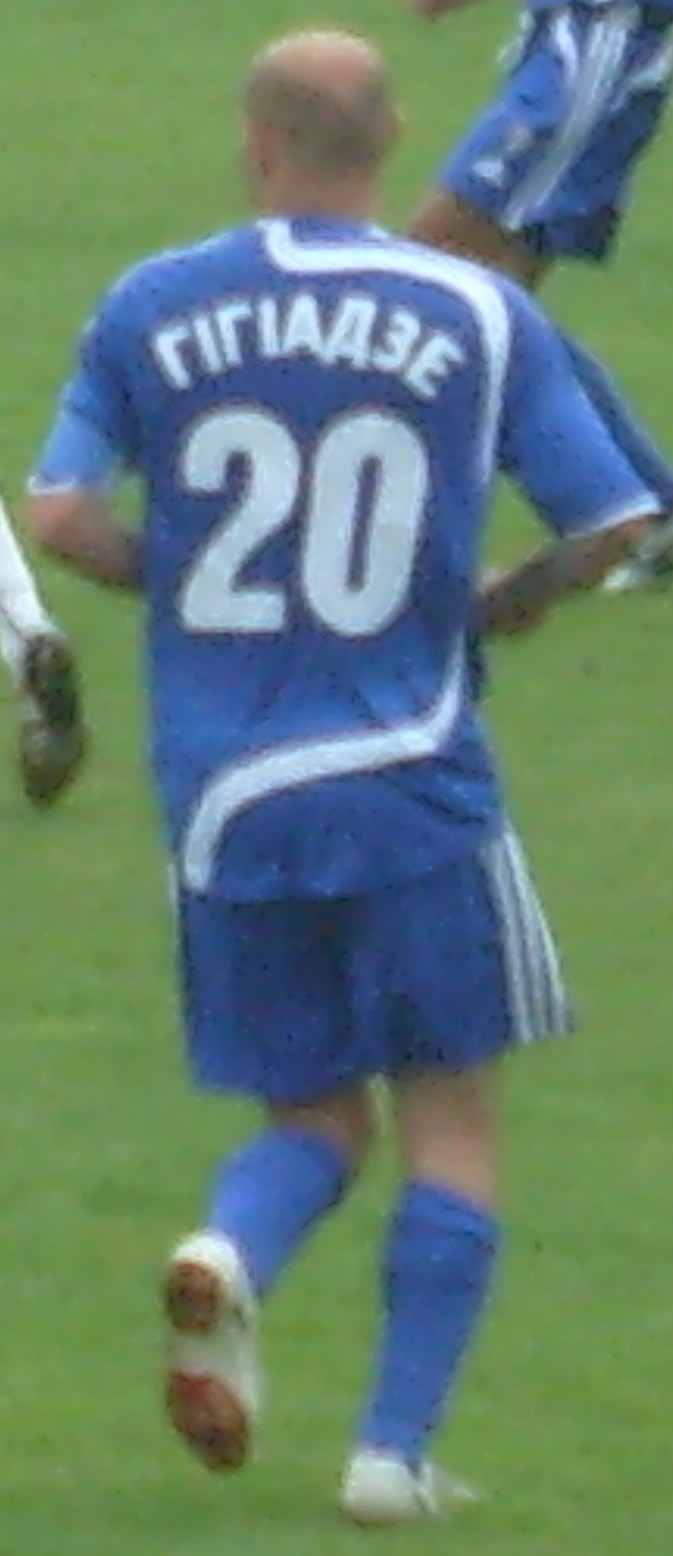
В игре за симферопольскую «Таврию»

Футболом начал заниматься в Кутаиси. В команду «Рцмена» записался в семь лет, а через десять лет пробился в основной состав. В кутаисском «Торпедо» отыграл два сезона, но из-за разногласий с тренером вынужден был перебраться в клуб «Иберия» из Самтредии.
Потом было приглашение от тбилисского «Динамо», пригласил известный голландский специалист Йохан Боскамп, в Тбилиси долго не пробыл. Завоевал две бронзовые медали чемпионата с «Торпедо» и одну серебряную со столичным клубом.
Перед тем как отправиться в Крым, Васил практически стал игроком московского «Торпедо». С торпедовцами потренировался две недели, но когда дело дошло до подписания контракта, начались проблемы. Не нашли общего языка касательно личных условий контракта, и Гигиадзе поехал в «Таврию».
В Симферополь приехал летом 2000 года, вместе с братом Сосо. У него не получилось попасть в команду, а Гигиадзе очень скоро стал игроком основы, а потом и капитаном «Таврии».
В 2003 году уехал на год в «Уралан». У клуба появились серьёзные финансовые проблемы. «Уралан» покинул высший дивизион, а Васил вернулся назад в «Таврию».
В «Таврии» провёл четыре сезона. Когда истекал контракт, ему предлагали продлить сотрудничество на неплохих условиях. У него было четыре варианта, все украинские. Александр Косевич убедил, что нужно выбирать криворожский «Кривбасс». Финансовые обстоятельства заставили заняться поиском новых мест работы. Васил практически стал футболистом бухарестского «Рапида». Прилетел в столицу Румынии. Через несколько часов должен был состояться последний раунд переговоров с клубом. Но позже его отозвал клуб из Кривого Рога.
Летом 2007 года перешёл в состав новичка Высшей лиги «Нефтяник-Укрнефть» из города Ахтырка, отыграл там 13 матчей, не забив ни гола.
В 2008 году в третий раз вернулся в симферопольскую «Таврию», подписал с командой новый двухлетний контракт.

### Карьера в сборной
Был регулярным игроком молодёжной сборной Грузии. В главной сборной дебютировал при французском тренере Алене Жирессе. Всего провёл шесть матчей за сборную Грузии.

## Достижения
- Обладатель Кубка Украины (1): 2009/10
- Член бомбардирского Клуба Максима Шацких: 74 гола.

## Личная жизнь
Гигиадзе был холост до 27 лет. Через год после свадьбы у четы появился ребёнок, назвали дочь Нино. Жена постоянно жила в Грузии и переехала с ребёнком в Кривой Рог только после крестин Нино. Крёстный отец дочери — Малхаз Асатиани. У него есть дома в Тбилиси и Кутаиси. В футбол играл также брат-близнец Васила — Сосо, который закончил свою карьеру из-за травмы.